# 변현성
변현성(卞鉉成, 1964년 6월 10일, 경상남도 거창군 ~ )는 대한민국의 제9대 경상남도의원이다.

## 학력
- 거창샛별국민학교 졸업
- 거창중학교 졸업
- 대성고등학교 졸업
- 서울대학교 인문대학 국사학과 졸업

## 경력
- 거창중앙로타리클럽 회원
- 경남도립거창대학 강사
- 거창군 생활체육회 이사
- (사)한국지체장애인협회 거창군 지부 후원회 감사
- 거창군 태권도협회 이사
- (사)한국 기업법무협회 이사
- 거창군 생활체육협의회 이사
- 거창문화원 향토사 연구소 상임위원
- LG그룹 해외마케팅 담당
- 마케팅발전소 소장
- 2010.10 ~ 2014.06 제9대 경상남도의회 의원
- 제9대 경상남도의회 전반기 2012년도 예산안심사 예결특별위원회 교육청 부위원장
- 경상남도의회 경상남도 동남권광역연합 추진특별위원회 부위원장
- 2010.10 ~ 2012.07 제9대 경상남도의회 전반기 경상남도의회 의회운영위원회 위원
- 2012.01 ~ 2012.07 제9대 경상남도의회 전반기 경상남도의회 교육위원회 부위원장
- 2012.07 ~ 2014.06 제9대 경상남도의회 후반기 경상남도의회 문화복지위원회 위원
- 2012.02 ~ 2016.03 새누리당
- 2016.03.21 새누리당 탈당

## 역대 선거 결과
|  | 17.01% |

|  | 41.63% |

|  | 9.61% |